# Río del Valle
Le río del Valle est un cours d'eau du nord-ouest de l'Argentine qui coule sur le territoire de la province de Salta. C'est un affluent du río Dorado en rive droite, lui-même affluent du río Bermejo également en rive droite. C'est donc un sous-affluent du rio Paraná par le río Dorado, le río Bermejo et enfin par le río Paraguay.

## Géographie
Le río del Valle naît en province de Salta sur les versants orientaux de la Serranía de la Cresta del Gallo (Chaîne de la Crête du Coq) qui fait partie des Sierras Subandines. Il est formé de la confluence de petits cours d'eau abondants nés en grande partie sur le territoire du parc national El Rey. Cette région est située à l'extrémité orientale des yungas de la province et confine avec les étendues sèches de la région du Gran Chaco. Les cours d'eau du parc national finissent presque tous par confluer pour former le río Popayán, branche-mère principale du río del Valle.
Après sa formation, la rivière prend la direction de l'est-nord-est et traverse la zone occidentale du Chaco. Lors de cette traversée, elle perd une grande partie de son débit, par évaporation et infiltration, phénomène commun à l'ensemble des cours d'eau traversant le Chaco depuis les montagnes andines à l'ouest en direction de l'est, c'est-à-dire du grand collecteur nord-sud Paraguay-Paraná.
Après un parcours de quelque 130 kilomètres, le río del Valle finit par confluer avec le río Dorado venu de gauche, au niveau de la petite localité de Campo Alegre.
La superficie de son bassin versant est de quelque 1 500 km2.

## Villes traversées
- Aguas Sucias

## Régime
Le río del Valle est un cours d'eau permanent de régime pluvial, avec un débit maximal pendant les mois d'été.

## Hydrométrie - les débits mensuels à El Piquete
Les débits de la rivière ont été observés sur une période de 4 ans (1949-1952) à la station hydrométrique d'El Piquete située dans le département d'Anta de la province de Salta, à la sortie de la zone subandine bien arrosée des yungas, et ce pour une superficie prise en compte de plus ou moins 700 km2.
À El Piquete, le débit annuel moyen ou module observé sur cette période était de 5,31 m3/s.
La lame d'eau écoulée dans le bassin versant de la rivière atteint ainsi le chiffre assez élevé de 239 millimètres par an.